# Michał Komar
Michał Wacław Komar, ps. Marcin Kos, Zdzisław Klonowski (ur. 28 sierpnia 1946 w Warszawie) – polski scenarzysta i krytyk filmowy, autor sztuk teatralnych, wydawca i publicysta, wiceprezes Stowarzyszenia Autorów ZAiKS.

## Życiorys
Jego ojcem był generał Wacław Komar (właśc. Mendel Kossoj). W 1969 ukończył studia na Wydziale Ekonomiki Produkcji Szkoły Głównej Planowania i Statystyki w Warszawie. W 1982 uzyskał stopień doktora nauk humanistycznych. Był pracownikiem redakcji „Szpilek” i „Miesięcznika Literackiego”, a także współpracownikiem m.in. czasopisma „Dialogu”. W latach 1977–1980 był stałym konsultantem Teatru Sensacji „Kobra” w TVP. Od 1979 do 1983 zajmował stanowisko kierownika literackiego Zespołu Filmowego Silesia. Podczas wydarzeń sierpniowych w 1980 przyłączył się do skierowanego do władz komunistycznych apelu 64 naukowców, literatów i publicystów o podjęcie dialogu ze strajkującymi robotnikami.
W latach 1990–1994 pełnił funkcję wiceprezesa Spółdzielni Wydawniczej „Czytelnik”. W pierwszej połowie lat 90. współtworzył Nową Telewizję Warszawa. Był ostatnim redaktorem naczelnym i likwidatorem „Sztandaru Młodych” (1997).
Podjął współpracę jako felietonista z „Tygodnikiem Powszechnym”. Został wykładowcą w Collegium Civitas. Po 1999 współpracował z Polskim Radiem (Osobisty pamiętnik słuchacza, Literackie Biuro Śledcze – gościnnie w audycji Jerzego Sosnowskiego i Michała Nogasia) oraz z Teatrem Telewizji, a także ze stacjami platformy Polsatu (cykle 20 lat minęło i 40 lat minęło). Objął funkcję zastępcy przewodniczącego Stowarzyszenia Autorów ZAiKS.
Jest też autorem wywiadów rzek z postaciami polskiej sceny publicznej (Władysławem Bartoszewskim, Stefanem Mellerem, Wojciechem Pszoniakiem, Krzysztofem Kozłowskim, Sławomirem Petelickim, Krzysztofem Piesiewiczem, Maciejem Dubois, Lejbem Fogelmanem).
Był członkiem komitetu poparcia Bronisława Komorowskiego przed wyborami prezydenckimi w 2010 i w 2015.

## Twórczość
Scenariusze filmowe
- Szpital Przemienienia (współautor scenariusza, reż. Edward Żebrowski)
- Osobisty pamiętnik grzesznika przez niego samego spisany (scenariusz, reż. Wojciech Jerzy Has)
- Olimpiada ’40 (współautor scenariusza, reż. Andrzej Kotkowski)
- Lata dwudzieste... lata trzydzieste... (współautor scenariusza, reż. Janusz Rzeszewski)
- Defekt (serial TV, współautor scenariusza, reż. Maciej Dutkiewicz)
- Syberiada polska (współautor scenariusza, reż. Janusz Zaorski)

Wybrane publikacje
- Piekło Conrada, Warszawa 1978, ISBN 83-07-01638-X.
- Czarownice i inni, Kraków 1980, ISBN 83-08-00326-5.
- Zmęczenie, Kraków 1985, ISBN 2-903332-00-2.
- Prośba o dobrą śmierć, Warszawa 1993, ISBN 83-07-02335-1.
- O obrotach losów i ciał, Warszawa 1998, ISBN 83-87021-40-7.
- Trzy, Warszawa 2000, ISBN 83-88221-19-1.
- Bestiariusz codzienny, Warszawa 2003, ISBN 83-89291-32-0.
- Wtajemniczenia, Warszawa 2009, ISBN 978-83-247-1319-6.

Wywiady rzeki
- Władysław Bartoszewski. Skąd pan jest? Wywiad rzeka (rozmawiał Michał Komar), Warszawa 2006, ISBN 83-247-0441-8.
- ...Mimo wszystko. Wywiadu rzeki księga druga (z Władysławem Bartoszewskim rozmawiał Michał Komar), Warszawa 2008, ISBN 978-83-247-0973-1.
- Świat według Mellera. Życie i polityka. Ku wolności (ze Stefanem Mellerem rozmawiał Michał Komar), Warszawa 2008, ISBN 978-83-603-3625-0.
- Świat według Mellera. Życie i polityka. Ku przyszłości (ze Stefanem Mellerem rozmawiał Michał Komar), Warszawa 2008, ISBN 978-83-603-3626-7.
- Aktor. Wojciech Pszoniak w rozmowie z Michałem Komarem, Kraków 2009, ISBN 978-83-080-4403-2.
- Historia z konsekwencjami. Rozmawiają Krzysztof Kozłowski i Michał Komar, Warszawa 2009, ISBN 978-83-247-1323-3.
- Sławomir Petelicki. GROM: siła i honor. Jedyny wywiad rzeka. Z generałem rozmawiał Michał Komar, Kraków 2013, ISBN 978-83-080-5138-2.
- Skandalu nie będzie (z Krzysztofem Piesiewiczem rozmawiał Michał Komar), Warszawa 2013, ISBN 978-83-770-0134-9.
- Adwokat: rozmowa o życiu w ciekawych czasach (z Maciejem Dubois rozmawiał Michał Komar), Warszawa 2016, ISBN 978-83-770-5955-5.
- Warto żyć (z Lejbem Fogelmanem rozmawiał Michał Komar), Warszawa 2018, ISBN 978-83-770-0324-4.

## Odznaczenia o wyróżnienia
- Krzyż Oficerski Orderu Odrodzenia Polski (2015)[7][8]
- Złoty Medal „Zasłużony Kulturze Gloria Artis” (2025)[9]
- Brązowy Medal „Zasłużony Kulturze Gloria Artis” (2013)[10]
- Odznaka honorowa ZAiKS-u (2008)[11]
- Nagroda Stowarzyszenia Filmowców Polskich (1975)[12]
- Nagroda na III Festiwalu Polskiej Twórczości Telewizyjnej w Olsztynie za scenariusz filmu Zaległy urlop (1979)[12]
- Nagroda na III Krajowym Festiwalu Teatru PR i Teatru TV „Dwa Teatry” w Sopocie za adaptację dla Teatru Telewizji powieści Lord Jim Conrada (2003)[12]
- Nagroda 100-lecia ZAiKS-u (2018)[11]